# Duas Táticas da Social-Democracia na Revolução Democrática

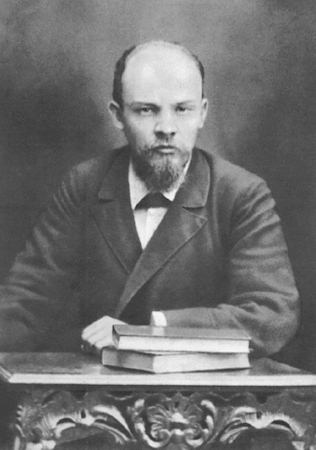
Lenin em fevereiro de 1897

Duas Táticas da Social-Democracia na Revolução Democrática é um dos mais importantes escritos de Lenin. É um panfleto político escrito entre junho e julho, e publicado em agosto de 1905 enquanto estava em exílio na Inglaterra e Suíça.
Lenin acreditava na iminência de revoltas revolucionárias, e evidencias para isso são encontradas em seus escritos teóricos. Ele compôs uma série de artigos para o jornal Vpered ("Progressivo") de fevereiro a maio de 1905, e em junho estava pronto para resumir suas considerações em um tratado. Nessa época, também desenvolveu num artigo seu conceito de "ditadura democrática do proletariado e do campesinato". Este daria origem a uma nova obra, intitulada A Ditadura Democrática Revolucionária do Proletariado e do Campesinato, e que seria a base de suas contribuições no III Congresso do Partido Operário Social-Democrata Russo, realizado poucas semanas depois. Em agosto, concluiu sua mais recente obra, Duas Táticas da Social-Democracia na Revolução Democrática. Era seu livro mais importante desde Que Fazer? (1902). Ele o publicou rapidamente e o transportou clandestinamente para a Rússia; e a rápida aprovação de seu esboço estratégico por praticamente todos os bolcheviques demonstra sua contínua popularidade como teórico, mesmo num momento em que seu prestígio como líder prático estava entrando em queda. Em seus editoriais no Vpered e em Duas Táticas, ele anunciou como a tarefa suprema e urgente do partido organizar a insurreição armada. Desde 1902, pediu a preparação de medidas para provocar o fim da autocracia czarista. O Domingo Sangrento, ele argumentou, marcou o fim da fase preparatória. O momento da revolta estava se aproximando.
Embora às vezes pareçam ser contraditórias, as opiniões de Lenin expressas neste panfleto ajudam a esclarecer muito sobre as tática e estratégia em 1905 e em 1917.